# Rio Jacuba
Rio Jacuba är ett vattendrag i Brasilien.   Det ligger i delstaten Goiás, i den södra delen av landet, 600 km sydväst om huvudstaden Brasília.
Omgivningarna runt Rio Jacuba är huvudsakligen savann. Trakten runt Rio Jacuba är nära nog obefolkad, med mindre än två invånare per kvadratkilometer.